# Ауербах Іван Богданович
Іван Богданович Ауербах (рос. Иван Богданович Ауэрбах, також Йоганн Олександр Ауербах, нім. Johann Alexander Auerbach народився 31 серпня / 12 вересня 1815 у Москві; † 6 листопада / 18 листопада 1867 в Москві) — геолог і мінералог німецького походження.

## Життєпис
Ауербах народився в євангельсько-лютеранської сім'ї; його батько був фармацевтом. Навчався в Московській медико-хірургічній академії, а після закінчення навчання спочатку працював фармацевтом. Потім він поїхав до Німеччини та вивчав мінералогію з Крістіаном Самуелем Вайсом і Генріхом Роузом і хімію з Карлом Раммельсбергом в Університеті Фрідріха Вільгельма в Берліні. Він також відвідав Швейцарію, Італію та Францію. Закінчивши докторат, повернувся до Росії. Основною його науковою турботою були геологічні дослідження підмосков'я (Московська губернія), де, серед іншого, він відкрив кварцовий пісковик із залишками викопних рослин поблизу міста Клин (Клинський пісковик). Він також здійснив великі дослідницькі поїздки на Урал, до Фінляндії, а в 1854 році, за дорученням Російського географічного товариства, в степову область гір Богдо на південному заході Росії, де він спеціально досліджував тріасові відкладення та відкладення сірки на Гора Богдо, а також вів палеонтологічні, зоологічні та ботанічні дослідження, створив колекції.
Досліджував гірські породи українського Приазов'я, один з цирконових різновидів названо його іменем — ауербахіт.
У 1851 році став секретарем Московського товариства дослідників природи. Був куратором мінералогічних колекцій Московського університету та Румянцевського музею. Заснувавши наприкінці 1865 р. Петровську землеробську та лісову академію, став там професором мінералогії та геології. Він опублікував численні наукові статті, одним із його співавторів був Герман Траутшольд. У 1864 році він отримав орден Святого Станіслава III. Клас.
Його могила знаходиться на Введенському кладовищі в Москві.

## Основні публікації
- J. Auerbach «Notiz ueber einige Pflanzen — versteinenrungen aus einem Sandsteine des Moskovischen Gouvernements». — Bull. Soc. Nat. Moscou, 1844.
- Гора Богдо: Исследования, произведенных по поручению Имп. Рус. геогр. о-ва, в 1854 г. чл.-сотр. И. Б. Ауэрбахом / С предисл. Г. Траутшольда. — СПб.: тип. В. Безобразова и К°, 1871. — [4], II, 81 с., 5 л. ил.: табл.
- J. Auerbach Und H. Trautschold Ueber die Kohlen von Central-Russland. (Об углях Центральной России) — М., 1860.

## Інтернет-ресурси
- Eintrag in der Erik-Amburger-Datenbank des Leibniz-Instituts für Ost- und Südosteuropaforschung